# Келси, Линда
Линда Келси (англ. Linda Kelsey, род. 28 июля 1946) — американская актриса.

## Жизнь и карьера
Линда Келси родилась в Миннеаполисе, штат Миннесота, и там же начала свою карьеру актрисы, после чего в 1972 году переехала в Лос-Анджелес где начала появляться на телевидении, в таких сериалах как «Шоу Мэри Тайлер Мур» и «МЭШ».
Келси добилась наибольшей известности благодаря роли в телесериале «Лу Грант» (1977—1982), спинн-оффе «Шоу Мэри Тайлер Мур». За свою роль она шесть раз номинировалась на премию «Эмми» в категории «Лучшая актриса второго плана в драматическом телесериале», однако никогда не выигрывала, а также трижды на «Золотой глобус» за лучшую женскую роль второго плана — мини-сериал, телесериал или телефильм. После завершения шоу Келси получила главную роль в ситкоме «День за днем», который просуществовал лишь один сезон, а также снялась в нескольких кино и теле фильмах.
Келси продолжала вести активную деятельность на экране вплоть до середины девяностых, появляясь в таких сериалах как «Она написала убийство» и «Скорая помощь», а в последующие годы вернулась в Миннеаполис, где работала в театре.